# El secreto de sus ojos
El secreto de sus ojos is een Argentijnse thrillerfilm uit 2009, geregisseerd door Juan Jose Campanella. De film is gebaseerd op de roman La pregunta de sus ojos van Eduardo Sacheri. De acteurs Ricardo Darin en Soledad Villamil hebben een hoofdrol in de film.
De film won de Oscar voor Beste Buitenlandse Film bij de 82ste Oscaruitreiking. Dit gebeurde slechts drie weken na de toekenning van de Goya voor beste buitenlandse film in de Spaanse taal (de Goya is het Spaanse equivalent van de Amerikaanse Academy Award). Per 2011 is de film uitgegroeid tot de op een na succesvolste film uit de Argentijnse filmgeschiedenis, enkel overtroffen door Nazareno Cruz y el lobo (1975) van Leonardo Favio.
De film werd op 13 augustus 2009 uitgebracht door Sony Pictures Classics.
In 2015 kwam er een Amerikaanse remake getiteld Secret in Their Eyes geregisseerd door Billy Ray en uitgebracht door STXfilms. 

## Rolverdeling
| Acteur              | Personage             |
| ------------------- | --------------------- |
| Ricardo Darín       | Benjamín Espósito     |
| Soledad Villamil    | Irene Mendez Hastings |
| Guillermo Francella | Pablo Sandoval        |
| Pablo Rago          | Ricardo Morales       |
| Javier Godino       | Isidoro Gómez         |
| Mario Alarcón       | Juez Fortuna Lacalle  |
| José Luis Gioia     | Inspector Báez        |
| Mariano Argento     | Romano                |

## Prijzen en nominaties
De film won 53 prijzen en werd voor 42 andere genomineerd. Een selectie:
| Jaar | Evenement                      | Categorie                            | Genomineerde                          | Resultaat   |
| ---- | ------------------------------ | ------------------------------------ | ------------------------------------- | ----------- |
| 2009 | Premio Sur (4de editie)        | Beste film                           | El secreto de sus ojos                | Gewonnen    |
| 2009 | Premio Sur (4de editie)        | Beste regisseur                      | Juan José Campanella                  | Gewonnen    |
| 2009 | Premio Sur (4de editie)        | Beste acteur                         | Ricardo Darín                         | Gewonnen    |
| 2009 | Premio Sur (4de editie)        | Beste actrice                        | Soledad Villamil                      | Gewonnen    |
| 2009 | Premio Sur (4de editie)        | Beste mannelijke bijrol              | Guillermo Francella                   | Gewonnen    |
| 2009 | Premio Sur (4de editie)        | Beste mannelijke bijrol              | Pablo Rago                            | Genomineerd |
| 2009 | Premio Sur (4de editie)        | Beste mannelijke bijrol              | Mario Alarcón                         | Genomineerd |
| 2009 | Premio Sur (4de editie)        | Beste debuterend acteur              | José Luis Gioia                       | Gewonnen    |
| 2009 | Premio Sur (4de editie)        | Beste debuterend acteur              | Javier Godino                         | Genomineerd |
| 2009 | Premio Sur (4de editie)        | Beste bewerkt scenario               | Eduardo Sacheri, Juan José Campanella | Gewonnen    |
| 2009 | Premio Sur (4de editie)        | Beste camerawerk                     | Félix Monti                           | Gewonnen    |
| 2009 | Premio Sur (4de editie)        | Beste montage                        | Juan José Campanella                  | Gewonnen    |
| 2009 | Premio Sur (4de editie)        | Beste artdirector                    | Marcelo Pont Vergés                   | Gewonnen    |
| 2009 | Premio Sur (4de editie)        | Beste kostuums                       | Cecilia Monti                         | Genomineerd |
| 2009 | Premio Sur (4de editie)        | Beste make-up                        | Alex Mathews, Lucila Robirosa         | Gewonnen    |
| 2009 | Premio Sur (4de editie)        | Beste geluid                         | José Luis Díaz                        | Gewonnen    |
| 2009 | Premio Sur (4de editie)        | Beste filmmuziek                     | Federico Jusid                        | Gewonnen    |
| 2010 | Premios Goya (24ste editie)    | Beste film                           | El secreto de sus ojos                | Genomineerd |
| 2010 | Premios Goya (24ste editie)    | Beste regisseur                      | Juan José Campanella                  | Genomineerd |
| 2010 | Premios Goya (24ste editie)    | Beste acteur                         | Ricardo Darín                         | Genomineerd |
| 2010 | Premios Goya (24ste editie)    | Beste debuterend actrice             | Soledad Villamil                      | Gewonnen    |
| 2010 | Premios Goya (24ste editie)    | Beste bewerkt scenario               | Eduardo Sacheri, Juan José Campanella | Genomineerd |
| 2010 | Premios Goya (24ste editie)    | Beste Spaanstalige buitenlandse film | El secreto de sus ojos                | Gewonnen    |
| 2010 | Premios Goya (24ste editie)    | Beste camerawerk                     | Félix Monti                           | Genomineerd |
| 2010 | Premios Goya (24ste editie)    | Beste artdirector                    | Marcelo Pont                          | Genomineerd |
| 2010 | Premios Goya (24ste editie)    | Beste filmmuziek                     | Federico Jusid                        | Genomineerd |
| 2010 | Academy Awards (82ste editie)  | Beste internationale film            | El secreto de sus ojos                | Gewonnen    |
| 2010 | Cóndor de Plata (58ste editie) | Beste film                           | El secreto de sus ojos                | Gewonnen    |
| 2010 | Cóndor de Plata (58ste editie) | Beste regisseur                      | Juan José Campanella                  | Gewonnen    |
| 2010 | Cóndor de Plata (58ste editie) | Beste acteur                         | Ricardo Darín                         | Gewonnen    |
| 2010 | Cóndor de Plata (58ste editie) | Beste actrice                        | Soledad Villamil                      | Gewonnen    |
| 2010 | Cóndor de Plata (58ste editie) | Beste mannelijke bijrol              | Mario Alarcón                         | Genomineerd |
| 2010 | Cóndor de Plata (58ste editie) | Beste mannelijke bijrol              | Guillermo Francella                   | Gewonnen    |
| 2010 | Cóndor de Plata (58ste editie) | Beste debuterend acteur              | José Luis Gioia                       | Gewonnen    |
| 2010 | Cóndor de Plata (58ste editie) | Beste bewerkt scenario               | Eduardo Sacheri, Juan José Campanella | Gewonnen    |
| 2010 | Cóndor de Plata (58ste editie) | Beste montage                        | Juan José Campanella                  | Gewonnen    |
| 2010 | Cóndor de Plata (58ste editie) | Beste camerawerk                     | Félix Monti                           | Gewonnen    |
| 2010 | Cóndor de Plata (58ste editie) | Beste artdirector                    | Marcelo Pont Vergés                   | Genomineerd |
| 2010 | Cóndor de Plata (58ste editie) | Beste kostuums                       | Cecilia Monti                         | Genomineerd |
| 2010 | Cóndor de Plata (58ste editie) | Beste filmmuziek                     | Federico Jusid                        | Gewonnen    |
| 2010 | Cóndor de Plata (58ste editie) | Beste geluid                         | José Luis Díaz                        | Gewonnen    |